# Shenmue Online
 (janvier 2009).
Si vous disposez d'ouvrages ou d'articles de référence ou si vous connaissez des sites web de qualité traitant du thème abordé ici, merci de compléter l'article en donnant les références utiles à sa vérifiabilité et en les liant à la section « Notes et références ».
Shenmue Online était un projet de MMORPG développé par Sega à partir de 2004. Le projet a été annulé. Le jeu reposait sur des scénarios issus de Shenmue II et le choix parmi trois classes de personnages divisés en clans menés par les principaux personnages de l'histoire.

## Développement
Le développement de Shenmue Online est annoncé en 2004 par Sega avec l'étroite collaboration de JC Entertainment. La beta-test pour le système de jeu online est annoncée pour le début 2005. En 2005 cependant, JC Entertainment se désiste du développement de Shenmue Online tout en détenant 50 % de la propriété intellectuelle du jeu. Un règlement à l'amiable est alors entamé entre les deux parties pour déterminer à qui appartiennent les droits sur le jeu.
En novembre 2005, Yū Suzuki, le créateur de la série des Shenmue, confirme qu'en dépit des rumeurs et des problèmes juridiques, Shenmue Online est toujours en développement et qu'il sortira en 2007 en Corée du Sud et en Chine . Le projet n'a finalement jamais vu le jour. 

## Système de jeu
« 
Les joueurs vont rejoindre l'un des trois clans menés par Sha Hua, Xiu Ying et Wu Ying, et évoluer dans l'histoire globale en complétant des tâches assignées par les chef de clan. Bien sur, pendant le développement de l'histoire, chaque clan interagira avec les autres dans des situations de coopération ou d'opposition. Lan Di et Ryo participeront même dans certaines situations.
Yū Suzuki mentionne que même si la compagnie coréenne JCE s'est retirée du projet, puisque Shenmue Online est une initiative de Sega, ils complèteront leur mission quoi qu'il en soit, et qu'en dépit des rumeurs circulant sur le net le développement du jeu se poursuit bien en suivant leurs objectifs originaux. Il ajoute que Sega émettra une annonce officielle sur les progrès accomplis dans le futur.
Lorsque Yū est questionné à propos des activités possibles dans Shenmue 2 et si celles-ci se retrouveront dans Shenmue Online, il répond que les jeux d'arcades seront de la partie, tout comme deux-tiers des autres activités de Shenmue 2 comme le travail, les collections des capsules, de jouets, etc. y seront également intégrés, avec plus de contenus exclusifs à Shenmue Online, ajoutant que le jeu se déroulera dans Hong Kong mais aussi en Chine et Macao. Yū sourit lorsqu'on lui demanda qu'est-ce que les joueurs pourront faire dans Macao.
Yū affirma également que les QTE seront aussi intégrés au gameplay de Shenmue Online, mais il est techniquement impossible d'utiliser le même système de QTE dans un jeu online. Ce qui signifie que dans Shenmue Online, les QTE seront plutôt orientés vers une utilisation dans un cadre MMO, mais puisque l'implémentation du système n'a pas encore été terminée, il ne peut rentrer dans les détails.
Le monde de Shenmue est très bien adapté pour un jeu online. Celui de Shenmue Online sera bien plus grand que les versions sur consoles, incluant plus de 1200 lieux et bâtiments, et il sera possible pour chaque joueur d'avoir sa propre maison. Yū ajoute qu'il a toujours apprécié la culture chinoise, c'est pourquoi il est très heureux que Shenmue soit apprécié des joueurs chinois. C'est pourquoi il réalise ce jeu pour le marché chinois. Mais d'un point de vue vidéoludique, Shenmue Online inclura beaucoup de fonctions que tous les joueurs apprécieront.
 »
— Traduction d'un entretien avec Yū Suzuki

## Évolution des graphismes pendant le développement
- Si vous ne connaissez pas le sujet, laissez ce bandeau (vous pouvez alors contacter les auteurs).
- Si vous supprimez le contenu mis en cause (vous pouvez préalablement contacter les auteurs),

argumentez précisément cette suppression dans la page de discussion
(un manque de référence n'est pas un argument ; une recherche réelle de référence doit avoir été effectuée, être formellement documentée).
Quand Shenmue Online a d'abord été annoncé, sous la supervision de JC Entertainment, les premières captures d'écrans ont déçu beaucoup de fans de Shenmue, les graphismes étant particulièrement vieillots alors que la série de jeu Shenmue a toujours offert des graphismes avant-gardistes et époustouflants pour l'époque sur la Dreamcast.
Cependant, les nouvelles captures d'écrans faites en 2005, avec une nouvelle équipe de développement, montrent une nette amélioration graphique, même si elle reste encore insuffisante pour rivaliser avec les productions contemporaines.

## Biographie
- Ramón Méndez et Carlos Ramírez, L'histoire de Shenmue, Pix'n Love, décembre 2016, 240 p., 16 x 24 cm